# Mittlerer Kiliansteich
Der Mittlere Kiliansteich war ein Stauteich bei Straßberg in Sachsen-Anhalt. Es handelte sich um einen Erddamm mit Kerndichtung. Aufgestaut wurde der Büschengraben.

## Beschreibung & Geschichte
Der Teich wurde 1703/04 unter Leitung von Georg Christoph von Utterodt erbaut. Die Dammhöhe betrug etwa 5 m, die Größe des Stauraums 75.000 m³. Der Grundablass war als hölzernes Gerinne ausgeführt. Der Teich war mit einem Striegelschacht versehen. Der Wasserspiegel lag bei Vollstau auf 433 m ü. NN.
Bis 1876 wurde der Teich als Kunstteich verwendet und verfiel dann funktionslos. Der Damm ist bei Hochwasser im Jahr 1944 gebrochen und wurde nicht wieder errichtet. Im Zuge des Baus der Talsperre Kiliansteich wurde der Teich aufgegeben, die Dammreste entfernt und der Teich nach Abschluss des Baus durch die Talsperre überflutet.